# 多名冠海龍
多名冠海龍（学名：Corythoichthys polynotatus），为輻鰭魚綱棘背魚目海龍魚科的其中一種，分布於西太平洋區的帛琉及菲律賓海域，體長可達16公分，棲息在水淺、生長水草的潟湖區，卵胎生。